# Roman Dziembaj
Roman Jerzy Dziembaj (ur. 22 lutego 1941 w Jarosławiu) – polski chemik, profesor nauk chemicznych, profesor zwyczajny Uniwersytetu Jagiellońskiego (na emeryturze) i profesor zwyczajny Państwowej Wyższej Szkoły Zawodowej w Tarnowie.